# Graham Shiel
Pour les articles homonymes, voir Shiel.

a Compétitions nationales et continentales officielles uniquement.

b Matchs officiels uniquement.
Dernière mise à jour le 14 février 2024.
Graham Shiel, né le 13 août 1970 à Galashiels (Écosse), est un joueur de rugby à XV qui a joué avec l'équipe d'Écosse, évoluant au poste de trois-quarts centre (1,78 m).

## Carrière
Graham Shiel connaît sa première cape internationale à l’occasion d’un test match le 12 octobre 1991 contre l'équipe d'Irlande. Il dispute son dernier test match le 1er juillet 2000 contre l'équipe de Nouvelle-Zélande.
Il participe à la Coupe du monde 1991 (2 matchs) et à la Coupe du monde 1995 (3 matchs).

## Palmarès
- 18 sélections (+ 3 non officielles)
- Sélections par années : 2 en 1991, 5 en 1993, 3 en 1994, 5 en 1995, 3 en 2000
- Tournois des Cinq/Six Nations disputés: 1993, 2000